# Matka jest tylko jedna
Matka jest tylko jedna – amerykański serial telewizyjny (komedia) wyprodukowany przez Alloy Entertainment, CBS Television Studios  oraz Warner Bros. Television. Twórcami serialu są Erin Cardillo oraz Richard Keith.  „Matka jest tylko jedna” jest emitowany od 3 sierpnia 2015 roku przez The CW
W Polsce serial będzie emitowany  od 1 grudnia 2015 roku przez HBO Comedy

## Fabuła
Fabuła serialu skupia się na Nathanie, młodym restauratorze w Portland, który odkrywa pewnego dnia, że jego matka Lydia, rozwódka, ma romans z jego najlepszym kumplem. Nie byłoby nic w tym dziwnego, ale ojciec Nathana prosi go o pomoc w odzyskaniu względów Lydli.

## Obsada

### Główna
- Josh Zuckerman jako Nathaniel „Nate” Marlowe
- Nathaniel Buzolic jako Jimothy „Jimmy” Barnes[3]
- Krista Allen jako Lydia Marlowe, matka Nate'a

### Gościnne występy
- Jonathan Silverman jako Harrison Marlowe,
- Emma Fitzpatrick jako Sam Dillinger
- Jay Ali jako Atticus Adams
- Denise Richards jako Pepper Spinner[4]
- Linda Gray jako Gammy
- Jerry O’Connell jako Bob Babcock
- Erin Cardillo jako Parker
- Mircea Monroe jako Annie

## Odcinki
| Sezon | Sezon | Odcinki | Oryginalna emisja The CW | Oryginalna emisja The CW | Oryginalna emisja | Oryginalna emisja | Oryginalna emisja |
| Sezon | Sezon | Odcinki | Premiera sezonu          | Finał sezonu             | Premiera sezonu   | Finał sezonu      |                   |
| ----- | ----- | ------- | ------------------------ | ------------------------ | ----------------- | ----------------- | ----------------- |
|       | 1     | 9       | 3 sierpnia 2015          | 5 października 2015      | 1 grudnia 2015    | 17 grudnia 2015   |                   |

### Sezon 1 (2015)
| Nr | # | Tytuł                     | Reżyseria              | Scenariusz                                                 | Premiera            | Premiera        |
| -- | - | ------------------------- | ---------------------- | ---------------------------------------------------------- | ------------------- | --------------- |
| 1  | 1 | Welcome to Bonetown       | Tripp Reed, John Putch | Erin Cardillo, Richard Keith                               | 3 sierpnia 2015     | 1 grudnia 2015  |
| 2  | 2 | Mixed Doubles             | Tripp Reed             | Erin Cardillo, Richard Keith                               | 10 sierpnia 2015    | 2 grudnia 2015  |
| 3  | 3 | Who's Your Daddy?         | John Putch, Tripp Reed | Erin Cardillo, Richard Keith                               | 17 sierpnia 2015    | 3 grudnia 2015  |
| 4  | 4 | Edibles Wrecks            | Tripp Reed             | Erin Cardillo, Richard Keith                               | 24 sierpnia 2015    | 8 grudnia 2015  |
| 5  | 5 | Suffering & Succotash     | Tripp Reed             | Erin Cardillo, Richard Keith                               | 31 sierpnia 2015    | 9 grudnia 2015  |
| 6  | 6 | Get Forked                | Jonathan Silverman     | Katie Schwartz                                             | 14 września 2015    | 10 grudnia 2015 |
| 7  | 7 | Under Buddy               | Tripp Reed             | Alex Safford, Amanda Pomeroy, Erin Cardillo, Richard Keith | 21 września 2015    | 15 grudnia 2015 |
| 8  | 8 | Home Is Where the Lamp Is | Tripp Reed             | Erin Cardillo, Richard Keith                               | 28 września 2015    | 16 grudnia 2015 |
| 9  | 9 | Not About Bob             | Tripp Reed             | Erin Cardillo, Richard Keith                               | 5 października 2015 | 17 grudnia 2015 |

## Produkcja
11 kwietnia 2015 roku, stacja The CW zamówiła pierwszy sezon